# ناهومی کاواسومی
ناهومی کاواسومی (انگلیسی: Nahomi Kawasumi؛ زادهٔ ۲۳ سپتامبر ۱۹۸۵) بازیکن فوتبال اهل ژاپن است که برای اسکای بلو اف‌سی در لیگ ملی فوتبال زنان بازی می‌کند.
از باشگاه‌هایی که در آن بازی کرده‌است می‌توان به سیتل رین اف سی و باشگاه فوتبال آی ان ای سی کوبه لئونسا اشاره کرد.
وی همچنین در تیم ملی فوتبال زنان ژاپن بازی کرده‌است.
وی در مسابقات کشوری و بین‌المللی در مجموع برندهٔ ۲ مدال طلا، ۱ مدال نقره شده‌است.